# 弗羅里森特 (科羅拉多州)
弗羅里森特（英語：Florissant）是位於美國科羅拉多州特勒縣的一個人口普查指定地區。

## 地理
弗羅里森特的座標為38°56′46″N 105°17′23″W / 38.94611°N 105.28972°W，而該地最高點為海拔高度2499米（即8200英尺）。

## 人口
根據2010年美國人口普查的數據，弗羅里森特的面積為1.336平方千米，均爲陸地。當地共有人口104人，而人口密度為每平方千米77人。